# 笑いの学校
『笑いの学校』（わらいのがっこう）は、日本テレビで2022年（令和4年）3月19日から4月2日まで毎週土曜 0:30 - 0:59（金曜深夜）に放送されたバラエティ番組である。

## 出演者
生徒
- 霜降り明星
- 見取り図
- 生見愛瑠
- ヒコロヒー

体験入学・生徒
- 大橋和也（なにわ男子）
- 藤原丈一郎（なにわ男子）
- 與那城奨（JO1）
- 佐藤景瑚（JO1）

先生
- 大久保佳代子
- 陣内智則

担任の先生
- 辻岡義堂（日本テレビアナウンサー）

## ネット局
- 全編ローカルセールス枠のため、日本テレビ以外の通常時同時ネットとする局でも自主編成の都合上臨時に遅れネットまたは非ネットに変更することがある一方、通常時非ネットとする局でも臨時同時ネットで放送する場合がある。

| 放送対象地域   | 放送局                | 系列           | 放送日時                      | 放送期間                | ネット状況 | 備考       |
| -------------- | --------------------- | -------------- | ----------------------------- | ----------------------- | ---------- | ---------- |
| 関東広域圏     | 日本テレビ（NTV）     | 日本テレビ系列 | 土曜 0:30 - 0:59 （金曜深夜） | 2022年3月19日 - 4月2日  | 【制作局】 | 【制作局】 |
| 青森県         | 青森放送（RAB）       | 日本テレビ系列 | 土曜 0:30 - 0:59 （金曜深夜） | 2022年3月19日 - 4月2日  | 同時ネット |            |
| 岩手県         | テレビ岩手（TVI）     | 日本テレビ系列 | 土曜 0:30 - 0:59 （金曜深夜） | 2022年3月19日 - 4月2日  | 同時ネット |            |
| 宮城県         | ミヤギテレビ（MMT）   | 日本テレビ系列 | 土曜 0:30 - 0:59 （金曜深夜） | 2022年3月19日 - 4月2日  | 同時ネット |            |
| 福島県         | 福島中央テレビ（FCT） | 日本テレビ系列 | 土曜 0:30 - 0:59 （金曜深夜） | 2022年3月19日 - 4月2日  | 同時ネット |            |
| 新潟県         | テレビ新潟（TeNY）    | 日本テレビ系列 | 土曜 0:30 - 0:59 （金曜深夜） | 2022年3月19日 - 4月2日  | 同時ネット |            |
| 長野県         | テレビ信州（TSB）     | 日本テレビ系列 | 土曜 0:30 - 0:59 （金曜深夜） | 2022年3月19日 - 4月2日  | 同時ネット |            |
| 静岡県         | 静岡第一テレビ（SDT） | 日本テレビ系列 | 土曜 0:30 - 0:59 （金曜深夜） | 2022年3月19日 - 4月2日  | 同時ネット |            |
| 富山県         | 北日本放送（KNB）     | 日本テレビ系列 | 土曜 0:30 - 0:59 （金曜深夜） | 2022年3月19日 - 4月2日  | 同時ネット |            |
| 石川県         | テレビ金沢（KTK）     | 日本テレビ系列 | 土曜 0:30 - 0:59 （金曜深夜） | 2022年3月19日 - 4月2日  | 同時ネット |            |
| 中京広域圏     | 中京テレビ（CTV）     | 日本テレビ系列 | 土曜 0:30 - 0:59 （金曜深夜） | 2022年3月19日 - 4月2日  | 同時ネット |            |
| 鳥取県・島根県 | 日本海テレビ（NKT）   | 日本テレビ系列 | 土曜 0:30 - 0:59 （金曜深夜） | 2022年3月19日 - 4月2日  | 同時ネット |            |
| 香川県・岡山県 | 西日本放送（RNC）     | 日本テレビ系列 | 土曜 0:30 - 0:59 （金曜深夜） | 2022年3月19日 - 4月2日  | 同時ネット |            |
| 高知県         | 高知放送（RKC）       | 日本テレビ系列 | 土曜 0:30 - 0:59 （金曜深夜） | 2022年3月19日 - 4月2日  | 同時ネット |            |
| 福岡県         | 福岡放送（FBS）       | 日本テレビ系列 | 土曜 0:30 - 0:59 （金曜深夜） | 2022年3月19日 - 4月2日  | 同時ネット |            |
| 長崎県         | 長崎国際テレビ（NIB） | 日本テレビ系列 | 土曜 0:30 - 0:59 （金曜深夜） | 2022年3月19日 - 4月2日  | 同時ネット |            |
| 山口県         | 山口放送（KRY）       | 日本テレビ系列 | 月曜 - 水曜 10:55 - 11:25     | 2023年7月24日 - 7月26日 | 遅れネット |            |

## スタッフ
- 企画・演出:中村文彦
- ナレーション:須藤拓実
- 構成:河口ワタル、澤井直人
- TM:望月達史
- SW:蔦佳樹
- CAM:大庭茂嗣
- MIX:伊藤義典
- VE:柳原拓実
- 照明:井口弘一郎
- 美術プロデューサー:葛西剛太
- デザイナー:北村春美、佐藤香穂里
- 大道具:小林凪
- 小道具:大久保俊彦
- 電飾:原口まどか
- メイク:奥松かつら
- 技術協力:NiTRo
- 美術協力:日テレアート
- モニター:ジャパンテレビ
- CG:森三平
- 編集:生田目隼
- MA:杉本充宏
- 音効:堺慶史郎
- 協力:アフロ
- デスク:難波亜矢
- TK:長坂真由美
- ディレクター:畠山俊一、ネルムス健、石山裕一朗、馬場まりや、飯作優太/河野寛之、市川夏恋
- プロデューサー:貝山京子、竹下美佐
- チーフプロデューサー:江成真二
- 制作協力:日企
- 製作著作:日本テレビ